# Guerra indo-pakistaní de 1965
La guerra indo-pakistaní de 1965, también conocida como la segunda guerra indo-pakistaní o segunda guerra de Cachemira, fue un conflicto armado entre Pakistán y la India que tuvo lugar entre agosto de 1965 y septiembre de 1965. El conflicto comenzó tras la fallida Operación Gibraltar de Pakistán, que fue diseñada para infiltrar fuerzas en Jammu y Cachemira para precipitar una insurgencia contra el gobierno indio. La guerra de diecisiete días causó miles de bajas en ambos bandos y fue testigo del mayor enfrentamiento de vehículos blindados y la mayor batalla de tanques desde la Segunda Guerra Mundial. Las hostilidades entre los dos países terminaron después de que se declarara un alto el fuego a través de la Resolución 211 del Consejo de Seguridad de las Naciones Unidas tras una intervención diplomática de la Unión Soviética y los Estados Unidos, y la posterior emisión de la Declaración de Taskent. Gran parte de la guerra fue librada por las fuerzas terrestres de los países en Cachemira y a lo largo de la frontera entre la India y Pakistán. Esta guerra supuso la mayor concentración de tropas en Cachemira desde la Partición de la India en 1947, una cifra que solo se vio eclipsada durante el enfrentamiento militar de 2001-2002 entre India y Pakistán. La mayoría de las batallas se libraron entre unidades de infantería y blindadas, con un importante apoyo de las fuerzas aéreas y las operaciones navales.
India tenía la ventaja sobre Pakistán cuando se declaró el alto el fuego. Sin embargo, en términos de guerra aérea, la Fuerza Aérea de Pakistán logró una ventaja sobre las zonas de combate a pesar de ser numéricamente inferior. Aunque los dos países lucharon hasta un punto muerto, el conflicto se considera una derrota estratégica y política para Pakistán, ya que no había tenido éxito en fomentar una insurrección en Cachemira y, en cambio, se vio obligado a cambiar de marcha en la defensa de Lahore. La India tampoco logró su objetivo de disuasión militar y no aprovechó su ventajosa situación militar antes de que se declarara el alto el fuego.
A nivel internacional, la guerra se consideró en el contexto de la Guerra Fría en general y dio lugar a un cambio geopolítico significativo en el subcontinente. Antes de la guerra, Estados Unidos y el Reino Unido habían sido importantes aliados materiales tanto de India como de Pakistán, como sus principales proveedores de armamento militar y ayuda exterior para el desarrollo. Durante y después del conflicto, tanto India como Pakistán se sintieron traicionados por la aparente falta de apoyo de las potencias occidentales a sus respectivas posturas; esos sentimientos de traición se incrementaron con la imposición de un embargo estadounidense y británico a la ayuda militar a los bandos opuestos. Como consecuencia, India y Pakistán desarrollaron abiertamente relaciones más estrechas con la Unión Soviética y China, respectivamente. La aparente postura negativa de las potencias occidentales durante el conflicto y durante la guerra de 1971 ha seguido afectando a las relaciones entre Occidente y el subcontinente. A pesar de la mejora de las relaciones con Estados Unidos y Gran Bretaña desde el fin de la Guerra Fría, el conflicto generó una profunda desconfianza hacia ambos países dentro del subcontinente que, hasta cierto punto, aún persiste hoy en día.

## Desarrollo

Mapa con los territorios en disputa entre la India, Pakistán y Bangladés, motivo de varias guerras entre la India y Pakistán.

Este conflicto se originó en la Operación Gibraltar diseñada por Pakistán para infiltrar guerrilleros en la región de Jammu y Cachemira para precipitar una insurgencia contra el dominio indio. La guerra de cinco semanas ocasionó miles de bajas en ambos bandos. Finalizó en un mandato de las Naciones Unidas de alto el fuego y la consiguiente emisión de la Declaración de Tashkent.
Gran parte de la guerra fue librada entre las fuerzas terrestres de ambos países en Cachemira y a lo largo de la frontera entre India y Pakistán. Este conflicto vio la mayor concentración de tropas en Cachemira desde la partición de la India en 1947, una cantidad que solo fue superada en la confrontación indo-pakistaní de 2001-2002. 
La mayoría de las batallas fueron libradas entre las unidades de infantería, con respaldo sustancial de las fuerzas aéreas y operaciones navales. Muchos detalles de esta guerra, como en los otros conflictos indo-pakistaníes, siguen sin estar claros.

## Los combates

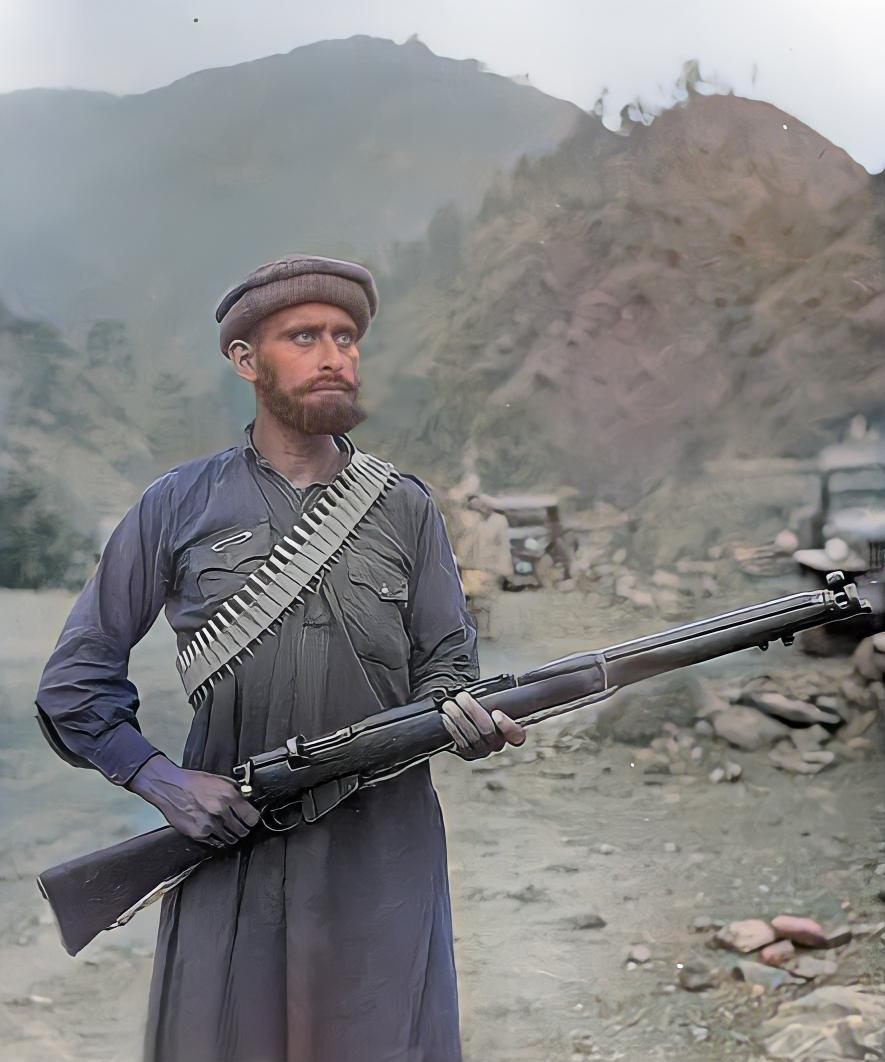
Imagen coloreada de un miliciano paquistaní de Azad Kashmiri

El 5 de agosto de 1965 entre 26.000 y 33.000 soldados paquistaníes cruzaron la Línea de Control que separa las partes de Cachemira controladas por los estados. Las fuerzas indias, informadas por la población local, cruzaron la línea del alto el fuego el 15 de agosto.
Inicialmente, los indios tuvieron un considerable éxito, ganando tres posiciones importantes de la montaña después de una lluvia prolongada de impactos de artillería. A finales de agosto, sin embargo, ambas partes habían logrado avances, Pakistán con respecto a algunas áreas como Tithwal, Uri y Poonch, mientras que la India había capturado el paso de las montañas Pir Panjal, a 8 km dentro de la zona controlada Pakistán.
El 1 de septiembre de 1965 Pakistán dio paso a un contraataque, llamado Operación Grand Slam para conquistar la ciudad de Akhnoor en Jammu, un centro vital para bloquear las líneas de comunicación y suministro de las tropas indias. Ayub Khan sostuvo que: "la moral de la India no durará más de dos duros golpes dados en el momento y lugar adecuados", y a pesar del fracaso de la Operación Gibraltar y la conquista, desde el lado indio, del paso Haji. Pakistán atacó con un gran número de tropas y tanques técnicamente superiores. Las fuerzas indias fueron sorprendidas sin preparación y sufrieron grandes pérdidas. 
Para responder, India usó su Fuerza Aérea. Al día siguiente, en represalia, la Fuerza Aérea de Pakistán golpeó las fuerzas indias y bases aéreas ubicadas en Cachemira y Punjab. La decisión de la India de ampliar el conflicto en el Punjab de Pakistán instó a los militares paquistaníes de trasladar tropas a defender ese territorio, de ahí que la Operación Grand Slam fracasara y Pakistán no pudiese conquistar Akhnor. 
A continuación llegó uno de los momentos clave del conflicto, cuando India decidió aliviar las presiones de sus tropas en Cachemira para atacar a Pakistán al sur.
India cruzó la Línea Radcliffe el 6 de septiembre, fecha que marca el inicio oficial de la guerra. El mismo día, la 15ta división de Infantería india, encabezada por el mayor general Prasad, contraatacó con una fuerte ofensiva a las tropas de Pakistán, cerca de la parte occidental del canal Ichogil, la frontera de facto entre los dos países.
Las tropas de la misma cayeron en una emboscada y se vieron obligadas a huir. Un segundo intento, esta vez exitoso, para cruzar el canal Ichogil; se hizo en el puente en la localidad de Barki, justo al este de Lahore. Estos acontecimientos llevaron las fuerzas indias dentro de la zona del Aeropuerto Internacional Allama Iqbal a esa ciudad. 
Estados Unidos pidió un alto el fuego temporal para evacuar a sus ciudadanos. El cotraataque pakistaní le permitió a ese ejército retomar Khem Karan de las manos de las fuerzas indias, las que trataron de distraer desesperadamente a las tropas paquistaníes con ataques en Bedian y las localidades vecinas.
La ofensiva la adelantó la División de Infantería, apoyada por tres regimientos blindados de la 2ª Brigada Acorazada independiente, que avanzaron rápidamente a través de la frontera, alcanzando el canal Ichogil el 6 de septiembre. El ejército paquistaní impidió el paso de las fuerzas indias por los puentes de la zona, o detonó los puentes y pasos que no pudo controlar, impidiendo así el progreso del avance indio en Lahore.
La unidad india Jat 3, perteneciente al Regimiento de Jat, logró cruzar el canal Ichogil y conquistar la ciudad de Batapore en la orilla este del canal. El mismo día, una contraofensiva compuesta por una división blindada y una división de infantería, con el apoyo de los F-86 Sabre de la Fuerza Aérea de Pakistán, hizo que la 15a División india regresara a su posición inicial. 
La unidad 3 Jat tuvo pérdidas mínimas, pero los altos mandos no tuvieron noticia de la conquista de Batapore. Por desinformación, se retiraron de allí y de Dograi a Ghosal-Dial. Esta decisión causó una grave decepción entre los comandantes indios, en especial, para las tropas del comandante del 3 de Jat, el teniente coronel Desmond Hayde. 
Dograi fue reconquistada por 3 Jat, después de una dura batalla, el 21 de septiembre.

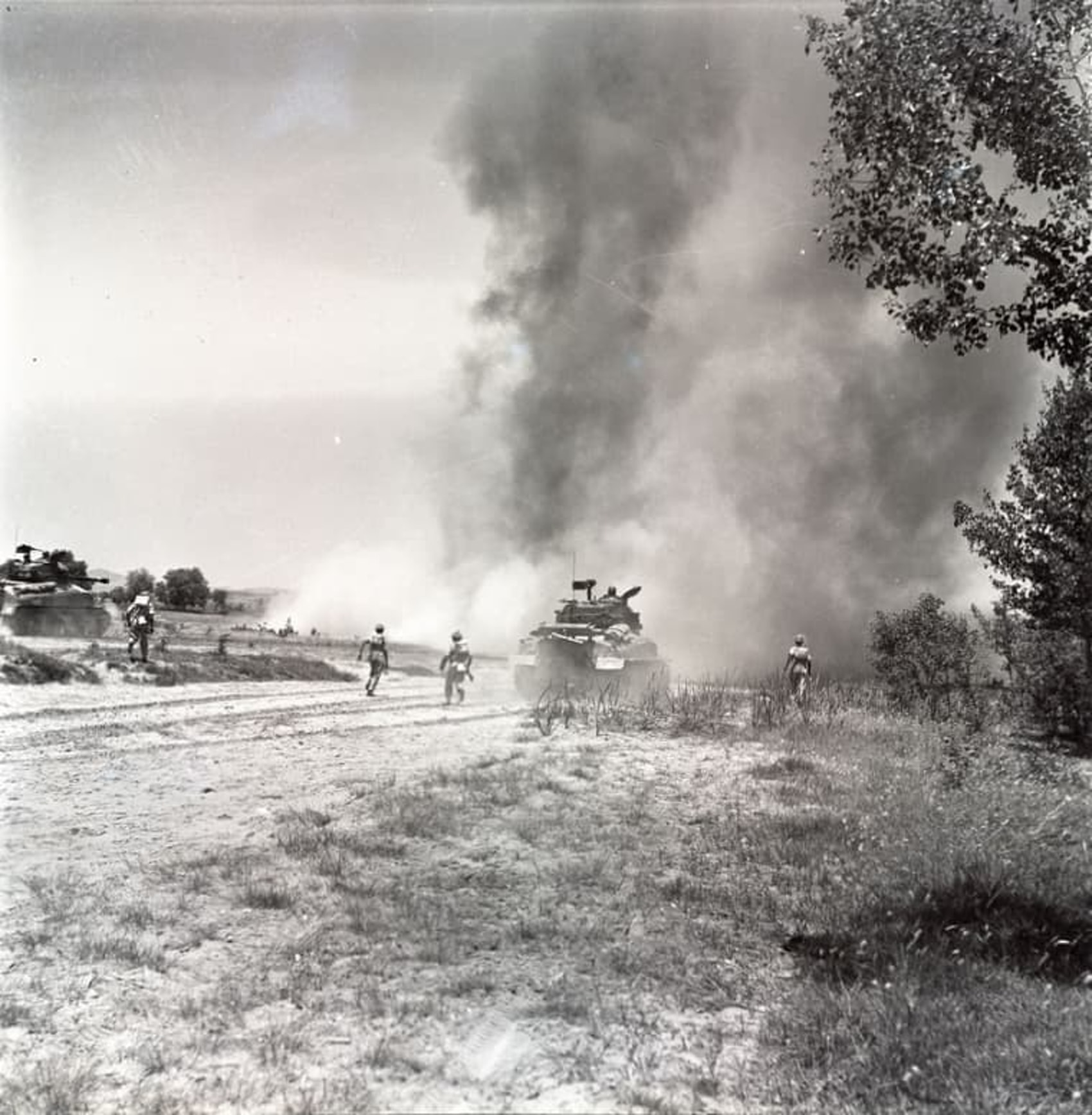
Los tanques medianos Sherman y la infantería paquistaníes avanzan mientras están bajo fuego.

El 8 de septiembre de 1965 un grupo de cinco unidades de la brigada de infantería ligera Maratha fue enviada a Rajastán como refuerzo para la policía local de Munabao, un pequeño pueblo ubicado estratégicamente a 250 km de Jodhpur. 
La tarea era simple, mantener la posición y evitar la invasión de batallones de infantería paquistaníes. Sin embargo, en el Monte Maratha (como el lugar fue rebautizado ahora) las tropas indias apenas si podían manejar un intenso ataque de 24 horas. 
Un grupo de tres guardias con 954 bombas de mortero fue enviado como refuerzo, pero no pudo llegar a la escena. La fuerza aérea paquistaní bombardeó toda la zona e impactó a un tren que venía desde Barmer con refuerzos, cerca de la estación Gadra. El 10 de septiembre Munabao cayó en manos paquistaníes y así los esfuerzos para retomar dicho punto estratégico no tuvieron éxito.
En los días siguientes al 9 de septiembre, las mejores formaciones de ambos estados fueron derrotadas en las batallas siguientes. La primera División Blindada, conocido como "el orgullo del ejército de la India", lanzó una ofensiva para capturar Sialkot, estando divididas sus fuerzas en dos grupos, pero prontamemte se vio obligada a retirarse la 6ª división de blindados paquistaní, después de sufrir fuertes bajas, incluyendo la pérdida de cerca de 100 tanques. 

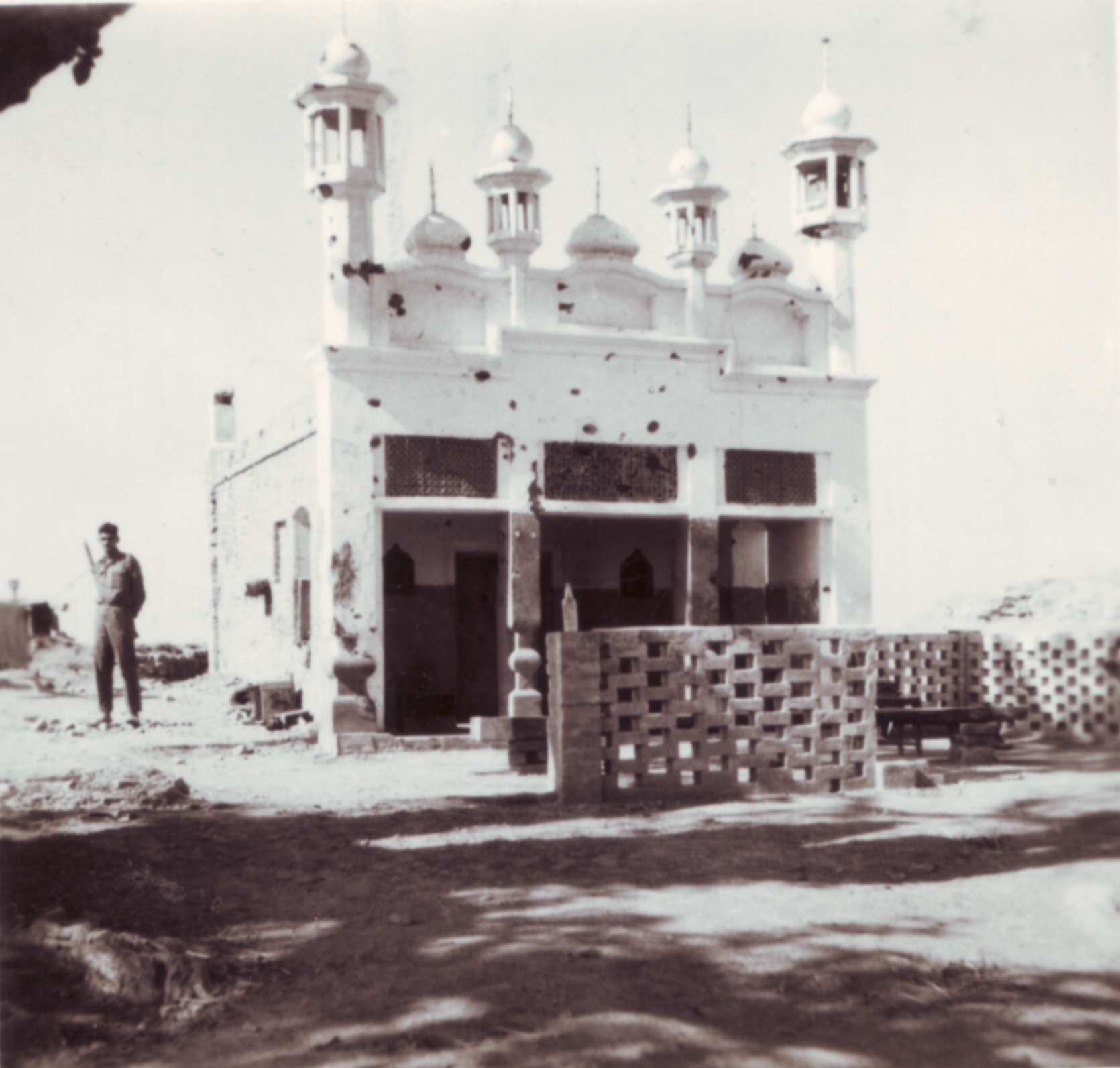
Mezquita destruida durante la guerra.

Después de este éxito indio, Pakistán lanzó la Operación cuerda, con la que obligó a las fuerzas de la India a retroceder aún más. La primera División Blindada, el orgullo de Pakistán, dio paso a una ofensiva hacia Khem Kran con el objetivo de capturar Amritsar, la ciudad más grande en el Punjab, y el puente sobre el río Beas de Jalandhar.
La División Blindada primero no ganó Khem Kran, y el 10 de septiembre fue destruida por la cuarta división de montaña en lo que se recuerda como la batalla de Uttar Usal. La zona desde entonces ha sido llamada Patton Nagar (Ciudad Patton), porque allí las fuerzas paquistaníes utilizaron muchos de sus tanques M48 Patton. Cerca de 97 vagones paquistaníes armados fueron destruidos o dañados.
La guerra se dirigía a un punto muerto, con las dos naciones que mantenían a sus tropas en territorio extranjero. Las fuerzas indias se habían detenido no por decisión militar sino gubernamental pues, a pesar de la inferioridad de su armamento, equipamiento y logística, se encontraban ya a una o dos jornadas de Lahore y Sialkot. Las fuerzas indias sufrieron cerca de 3.000 bajas, mientras que las fuerzas de Pakistán 3800. India controlaba 1.800 kilómetros de territorio paquistaní y Pakistán 550 kilómetros de territorio indio. Los territorios ocupados por la India fueron Cachemira, y sectores de Sialkot y Lahore.; mientras que Pakistan ocupó los sectores desérticos del frente en Sind y Chumb, ciudades vecinas al norte de Cachemira.